# St. John’s Episcopal Church (Richmond, Virginia)

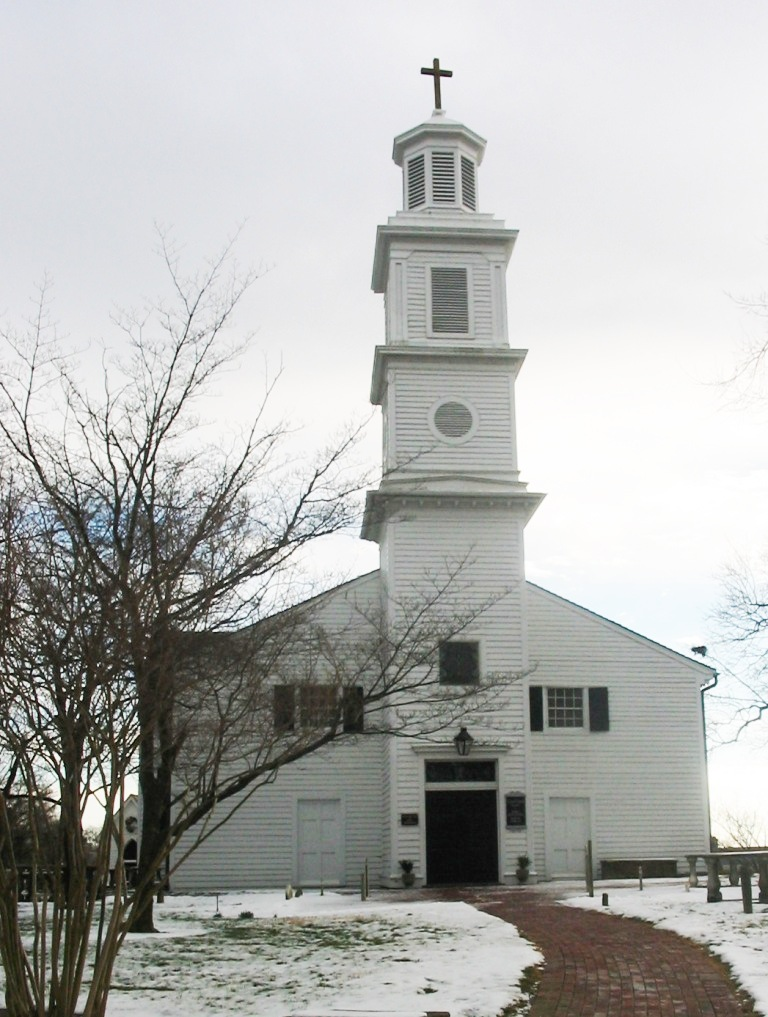
St. John’s Episcopal Church, Richmond, Virginia

Die St. John’s Episcopal Church ist ein Kirchengebäude der Episkopalkirche der Vereinigten Staaten von Amerika in Richmond (Virginia) in den Vereinigten Staaten.

## Historische Bedeutung
Die St. John’s Episcopal Church wurde 1741 erbaut und ist die älteste Kirche in Richmond. Aufgrund ihrer historischen Bedeutung, vor allem im Zusammenhang mit dem Amerikanischen Unabhängigkeitskrieg, hat die St. John’s seit Januar 1961 den Status eines National Historic Landmarks und ist seither eine von 121 historischen Stätten dieser Art in Virginia. Im Oktober 1966 wurde die Kirche als Gebäude in das National Register of Historic Places aufgenommen. Außerdem ist St. John’s Episcopal Church Contributing Property des St. John’s Church Historic Districts, der im September 1970 kreiert wurde. Besonders bekannt wurde sie am 23. März 1775 als Schauplatz der Give me Liberty, or give me Death!-Rede von Patrick Henry. 1781, während der Besetzung Richmonds, nutzte der spätere Überläufer General Benedict Arnold das Kirchengebäude als Quartier für seine Truppen. Die Kirche und der zugehörige Friedhof mit Gräbern von bekannten Persönlichkeiten wie unter anderem George Wythe (einer der Gründerväter der Vereinigten Staaten) oder Eliza Poe (Mutter des Schriftstellers Edgar Allan Poe) sind heute ein beliebtes Touristenziel mit Einblicken in die Zeit des Amerikanischen Unabhängigkeitskrieges.

## Galerie

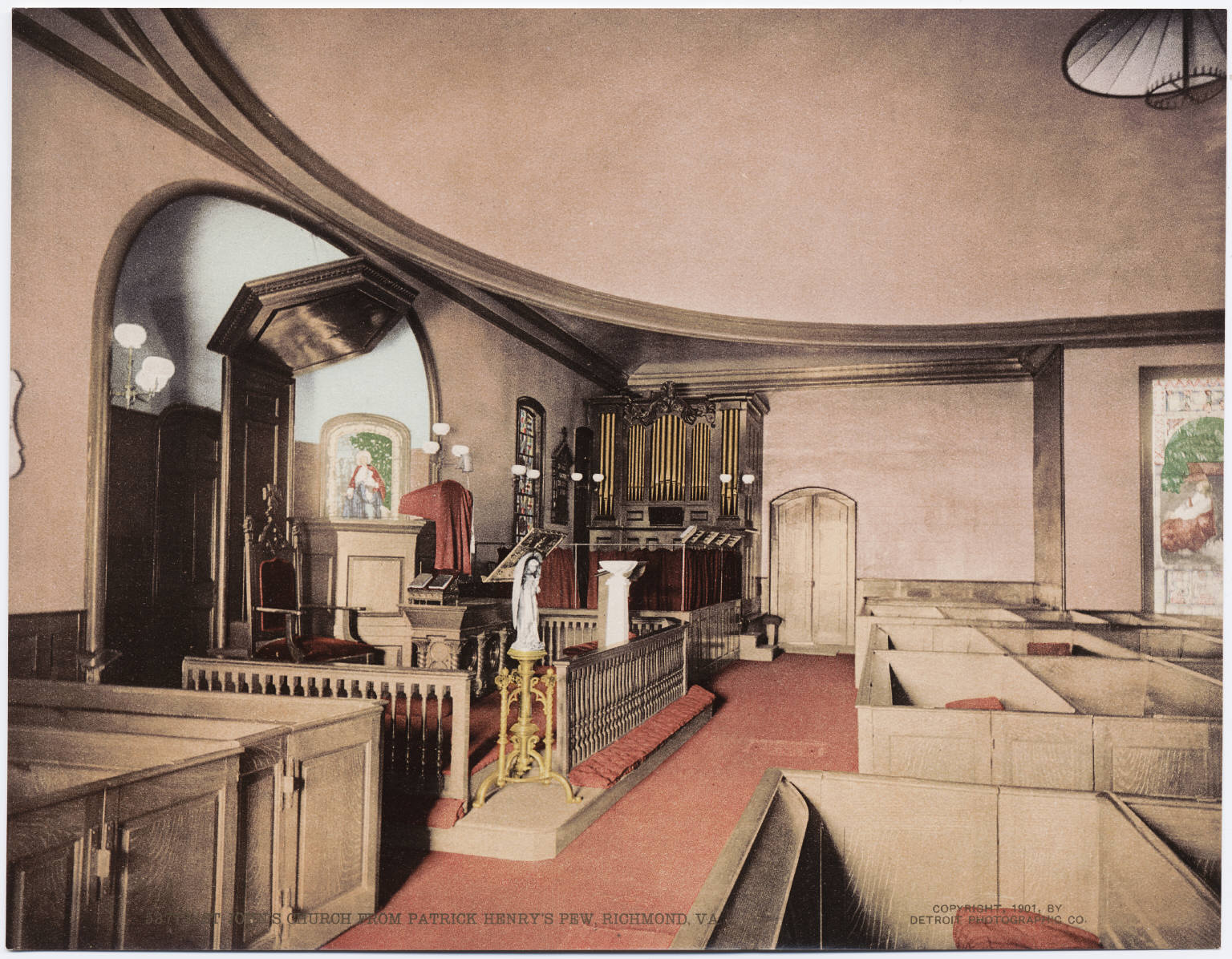
Innenansicht, ca. 1901
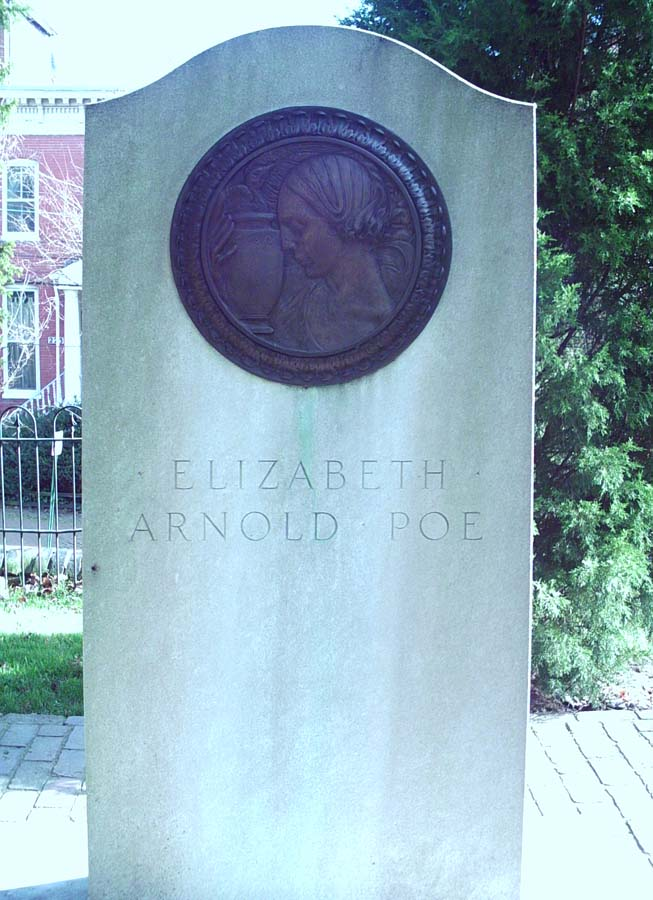
Ein Grabstein auf dem Friedhof der St. John’s: Eliza Poe, Mutter des Schriftstellers Edgar Allan Poe